# Copa Libertadores da América de 1973
A Taça Libertadores da América de 1973 foi a 14.ª edição da Taça Libertadores da América. Participaram dezoito equipes de nove países: Argentina, Bolívia, Brasil, Chile, Colômbia, Equador, Paraguai, Peru e Uruguai.
Teve como campeão o Independiente, da Argentina, que venceu na final o Colo-Colo, do Chile, por 2-1 na prorrogação no terceiro jogo (jogo de desempate).  O Independiente conquistou o quarto título na competição.
O torneio teve início em 2 de fevereiro e encerrou-se em 6 de junho de 1973.

## Regulamento[3]
Os 18 times estão divididos em cinco grupos: quatro de quatro equipes cada e um de dois clubes, que jogam entre si em turno e returno. Classificam-se apenas os campeões de cada chave. 
Na Segunda fase, os clubes estão separados em duas chaves de três clubes, (mais o campeão da Libertadores de 1972, o Independiente, da Argentina). Jogam em turno e returno, dentro das chaves. Os vencedores de cada grupo vão a final. 
A final será disputada em dois jogos. Se for necessário, haverá um terceiro jogo para o desempate. 

## Equipes classificadas
| País                                  | Equipe            | Cidade                  | Classificação                                  | Títulos              | Participação |
| ------------------------------------- | ----------------- | ----------------------- | ---------------------------------------------- | -------------------- | ------------ |
| Argentina · (2 vagas + atual campeão) | Independiente     | Avellaneda              | Campeão da Copa Libertadores                   | 3 (1964, 1965, 1972) | 7ª           |
| Argentina · (2 vagas + atual campeão) | San Lorenzo       | Buenos Aires            | Campeão do Campeonato Argentino de 1972        | 0 (não possui)       | 2ª           |
| Argentina · (2 vagas + atual campeão) | River Plate       | Buenos Aires            | Vice-campeão do Campeonato Argentino de 1972   | 0 (não possui)       | 4ª           |
| Bolívia · (2 vagas)                   | Jorge Wilstermann | Cochabamba              | Campeão do Campeonato Boliviano de 1972        | 0 (não possui)       | 5ª           |
| Bolívia · (2 vagas)                   | Oriente Petrolero | Santa Cruz de la Sierra | Vice-campeão do Campeonato Boliviano de 1972   | 0 (não possui)       | 2ª           |
| Brasil · (2 vagas)                    | Palmeiras         | São Paulo               | Campeão do Campeonato Brasileiro de 1972       | 0 (não possui)       | 4ª           |
| Brasil · (2 vagas)                    | Botafogo          | Rio de Janeiro          | Vice-campeão do Campeonato Brasileiro de 1972  | 0 (não possui)       | 2ª           |
| Chile · (2 vagas)                     | Colo-Colo         | Santiago                | Campeão do Campeonato Chileno de 1972          | 0 (não possui)       | 5ª           |
| Chile · (2 vagas)                     | Unión Española    | Santiago                | Vice-campeão do Campeonato Chileno de 1972     | 0 (não possui)       | 2ª           |
| Colômbia · (2 vagas)                  | Millonarios       | Bogotá                  | Campeão do Campeonato Colombiano de 1972       | 0 (não possui)       | 6ª           |
| Colômbia · (2 vagas)                  | Deportivo Cali    | Cali                    | Vice-campeão do Campeonato Colombiano de 1972  | 0 (não possui)       | 5ª           |
| Equador · (2 vagas)                   | Emelec            | Guayaquil               | Campeão do Campeonato Equatoriano de 1972      | 0 (não possui)       | 6ª           |
| Equador · (2 vagas)                   | El Nacional       | Quito                   | Vice-campeão do Campeonato Equatoriano de 1972 | 0 (não possui)       | 2ª           |
| Paraguai · (2 vagas)                  | Cerro Porteño     | Assunção                | Campeão do Campeonato Paraguaio de 1972        | 0 (não possui)       | 7ª           |
| Paraguai · (2 vagas)                  | Olimpia           | Assunção                | Vice-campeão do Campeonato Paraguaio de 1972   | 0 (não possui)       | 8ª           |
| Peru · (2 vagas)                      | Sporting Cristal  | Lima                    | Campeão do Campeonato Peruano de 1972          | 0 (não possui)       | 5ª           |
| Peru · (2 vagas)                      | Universitario     | Lima                    | Vice-campeão do Campeonato Peruano de 1972     | 0 (não possui)       | 9ª           |
| Uruguai · (2 vagas)                   | Nacional          | Montevidéu              | Campeão do Campeonato Uruguaio de 1972         | 1 (1971)             | 10ª          |
| Uruguai · (2 vagas)                   | Peñarol           | Montevidéu              | Vice-campeão do Campeonato Uruguaio de 1972    | 3 (1960, 1961, 1966) | 13ª          |

## Fase de grupos

### Grupo 1
| Time              | Pts | J | V | E | D | GP | GC | SG  |
| ----------------- | --- | - | - | - | - | -- | -- | --- |
| San Lorenzo       | 10  | 6 | 5 | 0 | 1 | 15 | 1  | +14 |
| Jorge Wilstermann | 7   | 6 | 3 | 1 | 2 | 6  | 8  | -2  |
| River Plate       | 5   | 6 | 2 | 1 | 3 | 12 | 10 | +2  |
| Oriente Petrolero | 2   | 6 | 1 | 0 | 5 | 5  | 19 | -14 |

|                   | JWI | OPE | RIV | SLO |
| ----------------- | --- | --- | --- | --- |
| Jorge Wilstermann | –   | 1-0 | 1-0 | 1-0 |
| Oriente Petrolero | 3-1 | –   | 1-3 | 0-3 |
| River Plate       | 2-2 | 7-1 | –   | 0-4 |
| San Lorenzo       | 3-0 | 4-0 | 1-0 | –   |

### Grupo 2
| Equipe    | Pts | J | V | E | D | GP | GC | SG |
| --------- | --- | - | - | - | - | -- | -- | -- |
| Botafogo  | 9   | 6 | 4 | 1 | 1 | 15 | 9  | +6 |
| Palmeiras | 9   | 6 | 4 | 1 | 1 | 10 | 6  | +4 |
| Nacional  | 4   | 6 | 1 | 2 | 3 | 8  | 9  | -1 |
| Peñarol   | 2   | 6 | 0 | 2 | 4 | 4  | 13 | -9 |

|           | BOT | NAC | PAL | PEN |
| --------- | --- | --- | --- | --- |
| Botafogo  | –   | 3-2 | 2-0 | 4-1 |
| Nacional  | 1-2 | –   | 1-2 | 2-0 |
| Palmeiras | 3-2 | 1-1 | –   | 2-0 |
| Peñarol   | 2-2 | 1-1 | 0-2 | –   |

| Jogo Desempate |          |         |           |                |
| Data           | Partida  | Partida | Partida   | Cidade         |
| 29/03          | Botafogo | 2-1     | Palmeiras | Rio de Janeiro |

### Grupo 3
| Time           | Pts | J | V | E | D | GP | GC | SG  |
| -------------- | --- | - | - | - | - | -- | -- | --- |
| Colo-Colo      | 8   | 6 | 3 | 2 | 1 | 16 | 4  | +12 |
| Emelec         | 7   | 6 | 3 | 1 | 2 | 6  | 7  | -1  |
| El Nacional    | 5   | 6 | 2 | 1 | 3 | 5  | 10 | -5  |
| Unión Española | 4   | 6 | 1 | 2 | 3 | 3  | 9  | -6  |

|                | COL | ELN | EME | UES |
| -------------- | --- | --- | --- | --- |
| Colo-Colo      | –   | 5-1 | 5-1 | 5-0 |
| El Nacional    | 1-1 | –   | 1-0 | 1-0 |
| Emelec         | 1-0 | 2-0 | –   | 1-0 |
| Unión Española | 0-0 | 2-1 | 1-1 | –   |

### Grupo 4
| Time           | Pts | J | V | E | D | GP | GC | SG |
| -------------- | --- | - | - | - | - | -- | -- | -- |
| Millonarios    | 3   | 2 | 1 | 1 | 0 | 6  | 2  | +4 |
| Deportivo Cali | 1   | 2 | 0 | 1 | 1 | 2  | 6  | -4 |

| Data  | Partida        | Partida | Partida        | Cidade |
| ----- | -------------- | ------- | -------------- | ------ |
| 15/03 | Millonarios    | 6-2     | Deportivo Cali | Bogotá |
| 21/03 | Deportivo Cali | 0-0     | Millonarios    | Cali   |

### Grupo 5
| Time             | Pts | J | V | E | D | GP | GC | SG |
| ---------------- | --- | - | - | - | - | -- | -- | -- |
| Cerro Porteño    | 9   | 6 | 4 | 1 | 1 | 14 | 5  | +9 |
| Olimpia          | 6   | 6 | 3 | 0 | 3 | 9  | 9  | 0  |
| Sporting Cristal | 6   | 6 | 2 | 2 | 2 | 5  | 9  | -4 |
| Universitario    | 3   | 6 | 1 | 1 | 4 | 5  | 10 | -5 |

|                  | CPO | OLI | SCR | UNI |
| ---------------- | --- | --- | --- | --- |
| Cerro Porteño    | –   | 4-2 | 5-0 | 1-0 |
| Olimpia          | 2-1 | –   | 1-0 | 3-1 |
| Sporting Cristal | 1-1 | 1-0 | –   | 2-2 |
| Universitario    | 0-2 | 2-1 | 0-1 | –   |

## Semifinal

### Grupo 1
| Equipe        | Pts | J | V | E | D | GP | GC | SG |
| ------------- | --- | - | - | - | - | -- | -- | -- |
| Independiente | 5   | 4 | 2 | 1 | 1 | 5  | 3  | +2 |
| San Lorenzo   | 4   | 4 | 1 | 2 | 1 | 4  | 3  | +1 |
| Millonarios   | 3   | 4 | 1 | 1 | 2 | 1  | 4  | -3 |

|               | IND | MIL | SLO |
| ------------- | --- | --- | --- |
| Independiente | –   | 2-0 | 1-0 |
| Millonarios   | 1-0 | –   | 0-0 |
| San Lorenzo   | 2-2 | 2-0 | –   |

### Grupo 2
| Equipe        | Pts | J | V | E | D | GP | GC | SG |
| ------------- | --- | - | - | - | - | -- | -- | -- |
| Colo-Colo     | 5   | 4 | 2 | 1 | 1 | 10 | 9  | +1 |
| Cerro Porteño | 4   | 4 | 2 | 0 | 2 | 8  | 9  | -1 |
| Botafogo      | 3   | 4 | 1 | 1 | 2 | 8  | 8  | 0  |

|               | BOT | CPO | COL |
| ------------- | --- | --- | --- |
| Botafogo      | –   | 2-0 | 1-2 |
| Cerro Porteño | 3-2 | –   | 5-1 |
| Colo-Colo     | 3-3 | 4-0 | –   |

## Final
| Time          | Pts | J | V | E | D | GP | GC | SG |
| ------------- | --- | - | - | - | - | -- | -- | -- |
| Independiente | 4   | 3 | 1 | 2 | 0 | 3  | 2  | +1 |
| Colo-Colo     | 2   | 3 | 0 | 2 | 1 | 2  | 3  | -1 |

Jogo de ida
| 22 de maio de 1973 | Independiente | 1 - 1 | Colo-Colo     | Doble Visera, Avellaneda                    |
|                    | Mendonza 78'  |       | Sá 71' (g.c.) | Público: 40 000 Árbitro: URU Milton Lorenzo |

Independiente: Santoro; Comisso, Sá, Garisto e Pavoni; Semenewicz, Raimondo e Martínez; Balbuena (Bertoni), Giachello (Maglioni) e Mendoza. Técnico: Humberto Maschio
Colo-Colo: Nef; Galindo, González, Herrera e Silva; Páez e Valdés; Osório (Caszely), Messen, Ahumada e Véliz (Lara). Técnico: Luis Álamos
Jogo de volta
| 29 de maio de 1973 | Colo-Colo | 0 - 0 | Independiente | Estádio Nacional, Santiago                        |
|                    |           |       |               | Público: 72 500 Árbitro: BRA Romualdo Arppi Filho |

Colo-Colo: Nef; Galindo, Herrera, González e Silva; Páez, Valdés e Osório; Caszely, Messen e Véliz. Técnico: Luis Álamos
Independiente: Santoro; Comisso, Sá, López e Pavoni; Semenewicz, Raimondo e Martínez; Balbuena (Bertoni), Giachello (Maglioni) e Mendoza. Técnico: Humberto Maschio
Jogo de desempate
| 6 de junho de 1973 | Independiente                | 2 - 1 | Colo-Colo   | Estádio Centenario, Montevidéu          |
|                    | Mendoza 25' · Giachello 107' | [a]   | Caszely 39' | Público: 50 000 Árbitro: PAR José Romei |

Independiente: Santoro; Comisso, Sá, López e Pavoni; Semenewicz, Raimondo e Galván; Bertoni, Maglioni (Bochini) e Mendoza (Giachello). Técnico: Humberto Maschio
Colo-Colo: Nef; Galindo, Herrera, González e Silva (Castañeda); Páez, Valdés e Messen; Caszely, Ahumada e Véliz (Lara). Técnico: Luis Álamos
- a. ^  O jogo terminou 1 a 1 no tempo normal e 1 a 0 na prorrogação para o Independiente.

## Premiação
| Libertadores 1973                 |
| --------------------------------- |
| INDEPENDIENTE Campeão (4º título) |

## Classificação Geral
| Pos | Times             | P  | J  | V | E | D | GP | GC | SG  | Resultado     |
| --- | ----------------- | -- | -- | - | - | - | -- | -- | --- | ------------- |
| 1   | Independiente     | 9  | 7  | 3 | 3 | 1 | 8  | 5  | +3  | Campeão       |
| 2   | Colo-Colo         | 15 | 13 | 5 | 5 | 3 | 28 | 16 | +12 | Vice campeão  |
| 3   | San Lorenzo       | 14 | 10 | 6 | 2 | 3 | 19 | 4  | +15 | Semifinal     |
| 4   | Botafogo          | 12 | 10 | 5 | 2 | 3 | 23 | 17 | +6  | Semifinal     |
| 5   | Cerro Porteño     | 8  | 8  | 4 | 0 | 4 | 16 | 18 | -2  | Semifinal     |
| 6   | Millonarios       | 6  | 8  | 2 | 2 | 4 | 2  | 8  | -6  | Semifinal     |
| 7   | Palmeiras         | 9  | 6  | 4 | 1 | 1 | 10 | 6  | +4  | Primeira Fase |
| 8   | Emelec            | 7  | 6  | 3 | 1 | 2 | 6  | 7  | -1  | Primeira Fase |
| 9   | Jorge Wilstermann | 7  | 6  | 3 | 1 | 2 | 6  | 8  | -2  | Primeira Fase |
| 10  | Olimpia           | 6  | 6  | 3 | 0 | 3 | 9  | 9  | 0   | Primeira Fase |
| 11  | Sporting Cristal  | 6  | 6  | 2 | 2 | 2 | 5  | 9  | -4  | Primeira Fase |
| 12  | River Plate       | 5  | 6  | 2 | 1 | 3 | 12 | 10 | +2  | Primeira Fase |
| 13  | El Nacional       | 5  | 6  | 2 | 1 | 3 | 5  | 10 | -5  | Primeira Fase |
| 14  | Nacional          | 4  | 6  | 1 | 2 | 3 | 8  | 9  | -1  | Primeira Fase |
| 15  | Unión Española    | 4  | 6  | 1 | 2 | 3 | 3  | 9  | -6  | Primeira Fase |
| 16  | Universitario     | 3  | 6  | 1 | 1 | 4 | 5  | 10 | -5  | Primeira Fase |
| 17  | Peñarol           | 2  | 6  | 0 | 2 | 4 | 4  | 13 | -9  | Primeira Fase |
| 18  | Oriente Petrolero | 2  | 6  | 1 | 0 | 5 | 5  | 19 | -14 | Primeira Fase |
| 19  | Deportivo Cali    | 1  | 2  | 0 | 1 | 1 | 2  | 6  | -4  | Primeira Fase |